# Guns Go Bang
Guns Go Bang ist ein Song von Kid Cudi für den Film The Harder They Fall von Jeymes Samuel, den der Regisseur gemeinsam mit Kid Cudi und Jay-Z schrieb.

## Entstehung
Guns Go Bang (auch My Guns Go Bang) ist ein gemeinsames Lied von Jay-Z und Kid Cudi für das Soundtrack-Album zum Film The Harder They Fall, in dem Kid Cudi singt. Jay-Z verbindet eine enge Freundschaft mit dem Regisseur Jeymes Samuel, und er ist auch einer der Produzenten des Films.
Guns Go Bang wurde für den ersten Trailer zum Film verwendet, der Ende September 2021 vorgestellt wurde.

## Veröffentlichung
Guns Go Bang wurde im Oktober 2021 zeitgleich mit dem Soundtrack-Album veröffentlicht und ist auf diesem enthalten.

## Auszeichnungen
Black Reel Awards 2021
- Nominierung als Bester Song (Jay-Z, Kid Cudi und Jeymes Samuel)

Society of Composers & Lyricists Awards 2022
- Nominierung als Bester Song (Shawn Carter, Scott Mescudi und Jeymes Samuel)[8]